# Стратис Циркас
Стратис Циркас (настоящее имя Янис Ханзиандреас, 1911—1980) является одним из самых замечательных писателей послевоенного поколения.

## Биография
Родился в греческой семье в Каире, Египет в 1911 году. В 1928 году закончил коммерческий факультет школы Ампатиу. В 1930 году, встречал Кавафиса в Александрии, о котором много лет спустя он написал две книги, Кавафиса и его эпоха (1958) и Политический Кавафис (1971). Он занимался поэзией, писал эссе, рассказы и повести, а также переводил произведения иностранных авторов.
В 1937 году он женился на Антигоне Керасоти и июле того же года отправился в Париж, где он принимал участие во Втором Международном конгрессе писателей в защиту культуры против фашизма. Там он написал вместе с поэтом Лангстоном Хьюзом Клятву поэта Федерико Гарсиа Лорки, которую на конференции читал писатель Луи Арагон.
В 1938 году он поселяется в Александрии и занимается управленческой работой на кожевенном заводе Мике Халкуси. Эту должность он сохраняет до своего отъезда в Афины в 1963 году.